# 昭君镇 (达拉特旗)
昭君镇是中华人民共和国内蒙古自治区鄂尔多斯市达拉特旗下辖的一个镇。

## 行政区划
昭君镇下辖以下村级行政区划单位：
和胜村、二狗湾村、羊场村、沙圪堵村、二罗圪堵村、候家圪堵村、四村、刘大圪堵村、沙壕村、柴磴嘎查、巴音色古楞嘎查、门肯嘎查、赛乌素村、石巴圪图村、查干沟村、高头窑村、白家塔村和吴四圪堵村。